# Награда Сатурн за најбољи сценарио
Награду Сатурн за најбољи сценарио највише пута је освојио Кристофер Нолан (4 пута, с тим што је од тога 3 пута поделио награду са ко-сценаристима). Иза њега су Вилијам Питер Блати и Џејмс Камерон са 3 награде.
Следи списак награђених сценариста:
| Год.     | Сценариста                                  | Назив филма                                     |
| -------- | ------------------------------------------- | ----------------------------------------------- |
| 1973.    | Вилијам Питер Блати                         | Истеривач ђавола                                |
| 1974/75. | Харлан Елисон Иб Мелхиор                    | за рад у дотадашњој каријери                    |
| 1976.    | Џими Сангстер                               | за рад у дотадашњој каријери                    |
| 1977.    | Џорџ Лукас                                  | Звездани ратови — епизода IV: Нова нада         |
| 1978.    | Елајн Меј и Ворен Бејти                     | Рај може да чека                                |
| 1979.    | Николас Мајер                               | Време после времена                             |
| 1980.    | Вилијам Питер Блати                         | Девета конфигурација                            |
| 1981.    | Лоренс Касдан                               | Индијана Џоунс и отимачи изгубљеног ковчега     |
| 1982.    | Мелиса Матисон                              | Е. Т. ванземаљац                                |
| 1983.    | Реј Бредбери                                | Нешто зло овамо иде                             |
| 1984.    | Џејмс Камерон и Гејл Ен Херд                | Терминатор                                      |
| 1985.    | Том Холанд                                  | Ноћ страве                                      |
| 1986.    | Џејмс Камерон                               | Осми путник 2                                   |
| 1987.    | Едвард Нојмајер и Мајкл Минер               | Робокап                                         |
| 1988.    | Гари Рос и Ен Спилберг                      | Велики                                          |
| 1989/90. | Вилијам Питер Блати                         | Истеривач ђавола 3: Легија                      |
| 1991.    | Тед Тали                                    | Кад јагањци утихну                              |
| 1992.    | Џејмс В. Харт                               | Брам Стокеров Дракула                           |
| 1993.    | Мајкл Крајтон и Дејвид Коеп                 | Парк из доба јуре                               |
| 1994.    | Џим Харисон и Весли Стрик                   | Вук                                             |
| 1995.    | Ендру Кевин Вокер                           | Седам                                           |
| 1996.    | Кевин Вилијамсон                            | Врисак                                          |
| 1997.    | Мајк Верб и Мајкл Колири                    | Украдено лице                                   |
| 1998.    | Ендру Никол                                 | Труманов шоу                                    |
| 1999.    | Чарли Кауфман                               | Бити Џон Малкович                               |
| 2000.    | Дејвид Хејтер                               | Икс-људи                                        |
| 2001.    | Стивен Спилберг                             | Вештачка интелигенција                          |
| 2002.    | Скот Френк и Џон Кохен                      | Сувишни извештај                                |
| 2003.    | Френ Волш, Филипа Бојенс и Питер Џексон     | Господар прстенова: Повратак краља              |
| 2004.    | Алвин Сарџент                               | Спајдермен 2                                    |
| 2005.    | Кристофер Нолан и Дејвид С. Гојер           | Бетмен почиње                                   |
| 2006.    | Мајкл Даферти и Ден Харис                   | Повратак Супермена                              |
| 2007.    | Бред Берд                                   | Мућкалица                                       |
| 2008.    | Џонатан Нолан и Кристофер Нолан             | Мрачни витез                                    |
| 2009.    | Џејмс Камерон                               | Аватар                                          |
| 2010.    | Кристофер Нолан                             | Почетак                                         |
| 2011.    | Џеф Николс                                  | У заклон                                        |
| 2012.    | Квентин Тарантино                           | Ђангова освета                                  |
| 2013.    | Спајк Џоунз                                 | Она                                             |
| 2014.    | Џонатан Нолан и Кристофер Нолан             | Међузвездани                                    |
| 2015.    | Лоренс Касдан, Џеј-Џеј Ејбрамс и Мајкл Арнт | Звездани ратови — епизода VII: Буђење силе      |
| 2016.    | Ерик Хајсерер                               | Долазак                                         |
| 2017.    | Рајан Џонсон                                | Звездани ратови — епизода VIII: Последњи џедаји |
| 2018/19. | Брајан Вудс, Скот Бек и Џон Красински       | Тихо место                                      |
| 2019/20. | Квентин Тарантино                           | Било једном у Холивуду                          |
| 2021/22. | Гиљермо дел Торо и Ким Морган               | Алеја ноћних мора                               |
| 2022/23. | Џејмс Камерон, Рик Џафа и Аманда Силвер     | Аватар: Пут воде                                |
| 2023/24. | Осгуд Перкинс                               | Сакупљач душа                                   |